# Памятник моряку, исследователю Дальнего Востока Н. К. Бошняку
Памятник моряку, исследователю Дальнего Востока Н. К. Бошняку — памятник, установленный в городе Советская Гавань Хабаровского края. Объект культурного наследия Российской Федерации.

## История
Памятник был создан скульптором Ю. Г. Ореховым. Открыт 29 июля 1973 года, стал первым в стране памятником Бошняку. Первоначально располагался на перекрёстке улиц Набережная и Партизанская. В 2018 году был перенесён на центральную площадь города — площадь Победы, в специально для этого построенный сквер имени Бошняка.

## Описание памятника
Памятник представляет собой бюст Бошняка Н. К. высотой 130 см на плоском прямоугольном основании 60x50x10 см, установленный на двухступенном постаменте и плоском прямоугольном основании 194x194x10 см. Нижняя ступень постамента имеет габариты 100x100x47 см и завершается в виде усечённой пирамиды высотой 10 см. Верхняя ступень — параллелепипед 80x80x180 см. Юго-западная грань верхней ступень постамента вверху имеет надпись «Н. К. Бошняк 1830—1899», под ней укреплена доска 56x91 см со схематичной картой гавани, изображением парусника и розы ветров (к 2000-м годам эта доска была утрачена). Материал: бюст — серый гранит с разнофактурной обработкой поверхности, его основание — чёрный полированный гранит. Постамент и основание — серый с цветной крошкой бетон. Надпись — бронза, литьё, набор. Доска — медный лист, выколотка, аппликация из нержавеющей стали.
До 2018 года памятник был установлен на бетонной площадке 14×13 м, с юго-западной стороны имеющей по углам ограду из чугунных столбов и цепи. У подножия памятника на площадке с трёх сторон были установлены прямоугольные цветники. В 2018 году установлен на новый прямоугольный постамент без каких-либо надписей.

## Факты
В 2016 году на улице Ленина был открыт второй в Советской Гавани памятник Бошняку. Он не является объектом культурного наследия.